# Gustaf Emanuel Beskow

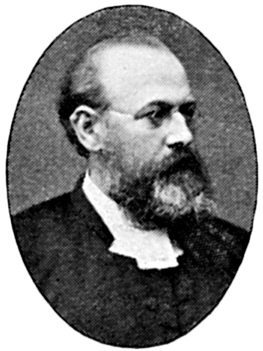

Gustaf Emanuel Beskow (* 25. Februar 1834 in Örby slott, Landkommune Brännkyrka (heute Teil des Stadtbezirks Hägersten-Liljeholmen, Stockholm); † 11. April 1899 in Stockholm) war ein schwedischer Pfarrer, Pädagoge und Reichstagsabgeordneter.

## Familie
Beskow gehörte zu der in Schweden sehr bekannten Familie Beskow, die im 18. Jahrhundert aus dem brandenburgischen Beeskow nach Schweden eingewandert war. Er war ein Sohn des Juristen und Gutsbesitzers Fritz Beskow (1804–1861) und seiner Frau Augusta Wilhelmina Moll (1808–1885). Der Staatsmann Bernhard von Beskow war sein Onkel, die Schachspielerin Katarina Beskow und die Kinderbuchautorin Eugenie Beskow-Heerberger seine Nichten, der Theologe Natanael Beskow, verheiratet mit der Kinderbuchautorin und Illustratorin Elsa Beskow, sein Neffe.
Seit 1862 war Beskow mit der Pfarrerstochter Anna Vilhelmina Emanuelsson verheiratet. Zu seinen Kindern gehören der Lehrer und Schuldirektor Bernhard Emanuel Beskow (1862–1907) und die Schriftstellerin Elisabeth Beskow (1870–1924, Pseudonym Runa). Die älteste Tochter Anna starb unverheiratet mit 40 Jahren, die jüngsten Kinder Henry und Lotten mit elf Jahren bzw. als Kleinkind.

## Leben und Bedeutung
Beskow trat 1850 als Kadett in die Militärakademie Karlberg ein, verließ sie aber schon nach wenigen Monaten, um das Abitur nachzuholen. Er begann 1852 ein Studium der Medizin an der Universität Uppsala, wechselte aber bald zur Theologie und legte 1857 die theologischen Examina ab. Nachdem er ordiniert worden war, machte er von Herbst 1859 bis Sommer 1860 eine Reise nach Ägypten und Palästina, über die er später ein Buch veröffentlichte. Anschließend war er in verschiedenen Stockholmer Gemeinden als Vikar (prästadjunkt) tätig. Ab 1864 engagierte er sich für den Bau einer Kirche auf der Halbinsel Blasieholmen in der Stockholmer Innenstadt, die ein Zentrum der Evangeliska fosterlandsstiftelsen, einer der Gemeinschaftsbewegung nahestehenden Organisation innerhalb der schwedischen Staatskirche, werden sollte. Dort war Beskow ab 1866 im Leitungskreis, ab 1878 als stellvertretender Vorsitzender und ab 1892 als Vorsitzender.
1867 gründete Beskow die Beskowska skolan, eine Privatschule für Jungen, die er bis 1883 leitete. Als 1868 die Blasieholmskyrka fertiggestellt war (1964 abgerissen), übernahm Beskow dort die Gottesdienste. 1879 wurde er zusätzlich zum außerordentlichen Hofprediger ernannt, 1889 zum Pfarrer an dem von Königin Sophia neu gegründeten Krankenhaus Sophiahemmet. Die Ernennung zum ordentlichen Hofprediger im September 1898 war ein erneuter Ehrenbeweis des Königspaares, mit dem Beskow seit den 1860er Jahren eng verbunden war.
Von 1888 bis 1890 vertrat Beskow den Wahlkreis Stockholm als Abgeordneter in der Zweiten Kammer des Schwedischen Reichstags.
Beskows Bedeutung beruht vorrangig auf der von ihm gegründeten Schule, die im 20. Jahrhundert eins der angesehensten Gymnasien (läroverk) in Stockholm war, bis sie 1976 geschlossen wurde, und auf der Blasieholmskyrka, in der eine freiere Gemeindearbeit möglich war als in den Parochialkirchen der Staatskirche. Beskows Predigten zogen von Beginn an große Zuhörerscharen an und wurden in mehreren Sammelbänden gedruckt.

## Schriften (Auswahl)
- Reseminnen från Egypten, Sinai och Palestina. Stockholm 1861 (10. Auflage 1891).
- Passionsbilder. Strödda betraktelser. Stockholm 1867.
- Sabbathstunder i Blasieholmskyrkan. Predikningar öfwer swenska kyrkans nya högmessotexter. Zwei Bände. Stockholm 1869/70 (2. Auflage 1876/78).
- Den korsfäste. Passionspredikningar. Stockholm 1875 (3. Auflage 1912).
- Evangeliipostilla. Zwei Bände. Stockholm 1880/82.
- Den svenska missionen i Ost-Afrika. Stockholm 1884 (2. Auflage 1887/88)
- Kristi återkomst. Stockholm 1888 (2. Auflage 1889).
- Betraktelser för hvar dag i året. Stockholm 1890 (3. Auflage 1909)
- Några minnesord till mina nattvardsbarn. Stockholm 1892 (2. Auflage 1899)
- Lefnadsminnen. Stockholm 1899 (Zugang zum Digitalisat).